# Nadine Kapfer
Nadine Kapfer (14 febbraio 2000) è un'ex sciatrice alpina tedesca.

## Biografia
Specialista delle prove veloci attiva dal dicembre del 2016, Nadine Kapfer ha esordito in Coppa Europa l'11 gennaio 2018 a Innerkrems in supergigante (30ª); in Coppa del Mondo ha debuttato il 20 dicembre 2020 a Val-d'Isère nella medesima specialità, senza completare la prova, e ha ottenuto il miglior risultato il 30 gennaio 2022 a Garmisch-Partenkirchen ancora in supergigante (33ª), alla sua ultima gara nel massimo circuito. Il 23 gennaio 2024 ha conquistato a Orcières in discesa libera l'unico podio in Coppa Europa (3ª), circuito nel quale ha preso per l'ultima volta il via il 22 marzo 2024 a Kvitfjell in supergigante, senza completare la prova; si è ritirata al termine di quella stessa stagione 2023-2024 e la sua ultima gara è stata la discesa libera dei Campionati sammarinesi 2024, disputata il 27 marzo a Sarentino. Non ha preso parte a rassegne olimpiche o iridate.

## Palmarès

### Coppa Europa
- Miglior piazzamento in classifica generale: 46ª nel 2024
- 1 podio:
  - 1 terzo posto

### Campionati tedeschi
- 2 medaglie:
  - 1 argento (combinata nel 2021)
  - 1 bronzo (discesa libera nel 2022)